# Dendrobium pseudoaloifolium
Dendrobium pseudoaloifolium är en orkidéart som beskrevs av Jeffrey James Wood. Dendrobium pseudoaloifolium ingår i släktet Dendrobium, och familjen orkidéer. Inga underarter finns listade i Catalogue of Life.